# 杜传志
杜传志（1961年—），山东郓城人，汉族，中华人民共和国政治人物、第十二届全国人民代表大会山东地区代表。
毕业于西安公路学院工业与民用建筑专业。加入中国共产党。2013年，担任全国人大代表。